# جورج تاويا أودامتين
وُلد جورج تاويا أودامتين في 7 يوليو 1948، وهوعالم فطريات غاني، وأستاذ في قسم علم الأحياء النباتية والبيئية، وعميد سابق لكلية العلوم السابقة بجامعة غانا. يشغل حاليًا منصب رئيس التحرير ل مجلة غانا للعلوم، وعضو في أكاديمية غانا للعلوم والفنون.

## حياته المبكرة وتعليمه
وُلد جورج تاويا في 7 يوليو 1948 في مدينة كوفوريدوا.
تلقى تعليمه المبكر في مدرسة سوهوم ومدرسة سالم في أوسو، ثم التحق أودامتين بأكاديمية أكرا في المرحلة الثانوية من عام 1962 حتى عام 1969، درس أودامتين في جامعة غانا بين عامي 1970 و1977 للحصول على درجة البكالوريوس ودرجة الماجستير في علم النباتات، عُيّن مسؤول علمي للأبحاث في GAEC في عام 1978 وحصل أودامتين من عام 1979 حتى عام 1981 على زمالة الوكالة الدولية للطاقة الذرية في IFFIT في فاخينيجن في هولندا.
تولّى أودامتين منصب محاضر بدوام جزئي في جامعة غانا في عام 1981 ثم عُيّن بدوام كامل كمحاضر في عام 1983 في قسم علم النباتات، حصل على درجة الدكتوراه عام 1986 من جامعة فاخينيجن.

## مسيرته
تولّى أودامتين منصب رئيس قسم علم النباتات بجامعة غانا مرتين من عام 1988 حتى عام 1992 ومن عام 1997 حتى عام 2001 وأشرف على تحوله ليصبح قسم الأحياء النباتية والبيئية.
في عام 1996، أصبح أودامتين عميدًا لكلية الدراسات العليا بجامعة غانا وشغل هذا المنصب حتى عام 1998. أصبح رئيسًا لمشروع أبحاث باسن فولتا بالجامعة والذي نُفذ من عام 1998 حتى عام 2004.
عُيّن أودامتين في عام 2003 عميدًا لكلية العلوم بجامعة غانا لمدة ثلاث سنوات.
في عام 1992 شغل منصب عضو في اللجنة الدولية لعلم الفطريات لتطوير علم الفطريات في افريقيا (CODMA) وأصبح في نفس العام نائب الرئيس المؤسس للرابطة الأفريقية لعلم الفطريات.
كان أودامتين أستاذًا زائرًا لجامعة بريمن في ألمانيا وجامعة فاجينينجن ومركز الأبحاث في هولندا.
كذلك كان أودامتين مُحرر للعديد من المجلات الدولية ويشغل في الوقت الحالي منصب رئيس تحرير مجلة غانا للعلوم.
كان أودامتين من ضمن مجموعة من الخبراء الأكاديميين الذين تم تكليفهم بإنشاء جامعة غامبيا في عام 2000، أصبح فيما بعد عضوًا في مجلس جامعة بينتكوست من عام 2001 حتى عام 2014، في عام 2002 عُيّن أودامتين عضوًا في مجلس خدمة التعليم في غانا وعمل عضو فيها حتى عام 2008.
في الفترة الفاصلة بين الخدمة في مجلس خدمة التعليم في غانا أصبح أودامتين عضوًا في مجلس جامعة التعليم في وينيبا من عام 2004 حتى عام 2008.
في عام 2005 كان أودامتين عضوًا في لجنة مراجعة برامج تعليم العلوم في جامعة بوتسوانا وفي فريق الخبراء التابع لمنظمة الصحة العالمية حول الأفلاتوكسين في الأغذية، جمهورية الكونغو.
كان عضو في لجنة CAC في عام 2006.
يعمل في الوقت الحالي في لجنة الخبراء للمراجعة السنوية لبرنامج معهد أبحاث الكاكاو في غانا CRIG.

## الجوائز والتكريمات
كان عضو في أكاديمية نيويورك للعلوم في عام 1997.
أُدرج أودامتين في قاموس السيرة الدولية في عام          1998 للخدمة المتميزة وأُستشهد به في ماركيز وازهو في عام 1998\ 2000.
عمل مستشارًا للمؤسسة الدولية للعلوم IFS في عام 2000.

## الحياة الشخصية
تزوج أودامتين من كاثرين نينيوايو في عام 1974 ولديه ثلاث بنات وهو مسيحي الديانة، كما أنه شيخ في مجلس الكنيسة وراعي للجماعات المسيحية في المؤسسات العليا في غانا.

## منشورات مُختارة
- تقرير IFFIT رقم 10 - دراسات عن الجدوى التكنولوجية لتطبيق الحرارة الجافة أو الرطبة على الحبوب ومنتجات الحبوب قبل إشعاع غاما، عام 1980.[9]
- تقرير IFFIT رقم 11 – في الدراسات المختبرية حول تأثير المعالجة المركبة للحرارة والإشعاع.[9]
- تقرير IFFIT رقم 12 - السيطرة على القوالب التي تسبب تدهور حبوب الذرة في التخزين عن طريق العلاج المركب: دراسة نموذجية أولية.[10]
- تقرير IFFIT رقم 13- إنتاج الأفلاتوكسين B1 بواسطة AFL  بعد العلاج المركب للحرارة وإشعاع غاما، 1980.[10]
- تقرير IFFIT رقم 15- إنتاج الأفلاتوكسين B1 أثناء تخزين حبوب الذرة الخاضعة للمعالجة المركبة للحرارة وإشعاع غاما، 1980.[11]
- تقرير IFFIT رقم 16 - دراسة أولية عن تأثير العلاج المركب للحرارة وإشعاع غاما على الحفاظ على جودة الأعلاف الحيوانية وبذور القطن، 1980.[9]
- دراسات عن إمكانية استخدام مزيج من الحرارة الرطبة والإشعاع لمكافحة العفن في حبوب الكاكاو المجففة، 1980.[12]
- الفطريات، حلفاء الإنسان أم الأعداء ؟ 1988.
- أودامتين (1988) تأثير المستقلبات من فطر الرشاشية السوداء وفطر تريشوديرما على تطور وهيكلة شتلات الكاكاو ( شجرة الكاكاو)، النبات والتربة.[13][14]